# Nati nel 1974/Maggio
| Questa pagina contiene informazioni ricavate automaticamente dalle voci biografiche con l'ausilio del template Bio e di un bot. L'aggiornamento è periodico e automatico e ricostruisce completamente la pagina. Se manca una persona in questa lista, sei pregato di non aggiungerla, ma accertati piuttosto che la sua voce biografica contenga il template Bio e che i dati anagrafici siano correttamente compilati. Se il template Bio manca, inseriscilo tu stesso o, in alternativa, metti l'avviso {{tmp\|Bio}} che ne segnala la mancanza. Se i dati riportati sono sbagliati, correggi direttamente la voce biografica; le modifiche saranno visibili in questa lista entro pochi giorni. Per chiarimenti vedi il progetto biografie. La lista contiene solo le 347 persone che sono citate nell'enciclopedia e per le quali è stato implementato correttamente il template Bio. Pagina aggiornata al 26 lug 2025. |

- 1º maggio - Tiffany Fallon, modella statunitense
- 1º maggio - Charlene Gonzales, modella e attrice filippina
- 1º maggio - Lornah Kiplagat, maratoneta e mezzofondista keniota
- 1º maggio - Kōnstantinos Mīna, ex calciatore cipriota
- 1º maggio - Carlo Negri, autore televisivo, drammaturgo e scrittore italiano
- 1º maggio - Matteo Viviani, personaggio televisivo italiano
- 2 maggio - Matt Berry, attore e musicista britannico
- 2 maggio - Gabriele Bruni, velista italiano
- 2 maggio - Donovan Cech, ex canottiere sudafricano
- 2 maggio - Chang Chen-yue, cantautore e chitarrista taiwanese
- 2 maggio - Andrew James Johnson, ex calciatore gallese
- 2 maggio - Miles Joseph, allenatore di calcio e ex calciatore statunitense
- 2 maggio - Vladislav Konovalov, ex cestista e allenatore di pallacanestro russo
- 2 maggio - Ricardo Lucas, ex calciatore brasiliano
- 2 maggio - Gonzalo Quesada, allenatore di rugby a 15 e ex rugbista a 15 argentino
- 2 maggio - Milton Reyes, ex calciatore honduregno
- 2 maggio - Martin Rummel, violoncellista austriaco
- 2 maggio - James Thierrée, attore, danzatore e scenografo svizzero
- 2 maggio - Joseph Andrew Williams, vescovo cattolico statunitense
- 3 maggio - Marsha Stephanie Blake, attrice giamaicana
- 3 maggio - Raffaele Bruno, politico e regista teatrale italiano
- 3 maggio - Christophe Detilloux, dirigente sportivo e ex ciclista su strada belga
- 3 maggio - Jukka Hentunen, ex hockeista su ghiaccio finlandese
- 3 maggio - Joseph Kosinski, regista, sceneggiatore e produttore cinematografico statunitense
- 3 maggio - Lucia Ocone, comica, imitatrice e attrice italiana
- 3 maggio - George Olteanu, ex pugile rumeno
- 3 maggio - Zachar Pašutin, ex cestista e allenatore di pallacanestro russo
- 3 maggio - Pedro Rizzo, artista marziale misto brasiliano
- 3 maggio - Wendy Williams, ex attrice pornografica e regista statunitense
- 3 maggio - Ingo Zamperoni, giornalista tedesco
- 3 maggio - Haya bint al-Husayn, principessa e cavallerizza giordana
- 4 maggio - Mathieu Gourdain, schermidore francese
- 4 maggio - Dorotea Mercuri, attrice cinematografica e modella italiana
- 4 maggio - Jope Namawa, ex calciatore figiano
- 4 maggio - Andrea Saltini, pittore, poeta e direttore artistico italiano
- 4 maggio - Seo Dong-myung, ex calciatore sudcoreano
- 4 maggio - Jurij Virt, allenatore di calcio e ex calciatore ucraino
- 5 maggio - Seiji Ara, pilota automobilistico giapponese
- 5 maggio - Ngassam Falemi, ex calciatore rumeno
- 5 maggio - Tarje Nordstrand Jacobsen, dirigente sportivo e ex calciatore norvegese
- 5 maggio - Sheri Sam, ex cestista e allenatrice di pallacanestro statunitense
- 5 maggio - Rúnar Páll Sigmundsson, allenatore di calcio e ex calciatore islandese
- 6 maggio - Massimiliano Alajmo, cuoco italiano
- 6 maggio - Bernard Barmasai, siepista, mezzofondista e maratoneta keniota
- 6 maggio - Daniela Bártová, ex astista e ginnasta ceca
- 6 maggio - Ilario Calvo, attore e opinionista italiano
- 6 maggio - Pero Cameron, ex cestista e allenatore di pallacanestro neozelandese
- 6 maggio - Santeri Kallio, tastierista finlandese
- 6 maggio - Aleksej Kubarev, ex pentatleta russo
- 6 maggio - Romeu Mendes Rodrigues, ex calciatore brasiliano
- 6 maggio - Markus Paija, ex calciatore finlandese
- 6 maggio - Ri Myong-sam, ex calciatore nordcoreano
- 6 maggio - Andrea Scanzi, giornalista, scrittore e opinionista italiano
- 6 maggio - Alana Davis, cantante statunitense
- 6 maggio - Clara Segura, attrice spagnola
- 6 maggio - Elman Sultanov, ex calciatore azero
- 6 maggio - Jesús Vidal Chamorro, vescovo cattolico spagnolo
- 6 maggio - Jesse Waugh, artista statunitense
- 6 maggio - Matthew Yang King, doppiatore e attore statunitense
- 7 maggio - Christoffer Boe, regista e sceneggiatore danese
- 7 maggio - Ben Bostrom, pilota motociclistico statunitense
- 7 maggio - Trond Hansen, ex calciatore norvegese
- 7 maggio - Amir Hoxha, cantautore albanese
- 7 maggio - Lawrence Johnson, ex astista statunitense
- 7 maggio - Yukio Kagayama, pilota motociclistico giapponese
- 7 maggio - Eduardo Macía, dirigente sportivo spagnolo
- 7 maggio - Breckin Meyer, attore, sceneggiatore e doppiatore statunitense
- 7 maggio - Ian Pearce, ex calciatore inglese
- 7 maggio - Camille Riquier, filosofo francese
- 7 maggio - Ricardo Francisco Rojas, ex calciatore cileno
- 7 maggio - Ye Zhaoying, ex giocatrice di badminton cinese
- 8 maggio - Guilherme Alves, allenatore di calcio e ex calciatore brasiliano
- 8 maggio - Keisha Anderson, ex cestista statunitense
- 8 maggio - Matteo Centurioni, allenatore di calcio e ex calciatore italiano
- 8 maggio - Hurnet Dekkers, ex canottiera olandese
- 8 maggio - Johnny Descolines, ex calciatore haitiano
- 8 maggio - Nasser Fahimi, medico e attivista iraniano
- 8 maggio - Daniele Izzo, meteorologo, climatologo e conduttore televisivo italiano
- 8 maggio - Korey Stringer, giocatore di football americano statunitense († 2001)
- 8 maggio - Jon Tickle, conduttore televisivo britannico
- 8 maggio - Christian XXX, attore pornografico statunitense
- 8 maggio - Yeo Kab-soon, tiratrice a segno sudcoreana
- 9 maggio - Lara Bianconi, ex nuotatrice italiana
- 9 maggio - Patrice Désilets, autore di videogiochi canadese
- 9 maggio - Leyland Kirby, musicista britannico
- 9 maggio - Dylan Lauren, imprenditrice statunitense
- 9 maggio - Benoît Salmon, dirigente sportivo e ex ciclista su strada francese
- 10 maggio - Alessandro Baronciani, fumettista e illustratore italiano
- 10 maggio - Jon Beare, canottiere canadese († 2023)
- 10 maggio - Mauro Calibani, arrampicatore italiano
- 10 maggio - Séverine Caneele, attrice belga
- 10 maggio - A-Plus, rapper e beatmaker statunitense
- 10 maggio - Fabio Di Sole, allenatore di calcio e ex calciatore italiano
- 10 maggio - Doc Gynéco, rapper e cantante francese
- 10 maggio - Vincenzo Garruti, politico italiano
- 10 maggio - Ettore Guidetti, allenatore di pallavolo italiano
- 10 maggio - Craig Hall, attore neozelandese
- 10 maggio - Catherine McCord, supermodella e attrice statunitense
- 10 maggio - Junji Nishizawa, ex calciatore giapponese
- 10 maggio - Liviu Pop, politico e sindacalista rumeno
- 10 maggio - Peter Van Elswyk, ex cestista canadese
- 10 maggio - Sylvain Wiltord, allenatore di calcio e ex calciatore francese
- 11 maggio - Simon Aspelin, ex tennista svedese
- 11 maggio - Marvin Brown, ex calciatore honduregno
- 11 maggio - Giuseppe Carlotti, scrittore italiano
- 11 maggio - Gélson Baresi, ex calciatore brasiliano
- 11 maggio - Luca Giovanardi, musicista italiano
- 11 maggio - Adam Kaufman, attore statunitense
- 11 maggio - Billy Kidman, ex wrestler statunitense
- 11 maggio - Benoît Magimel, attore francese
- 11 maggio - Simone Tomassini, cantautore italiano
- 11 maggio - Darren Ward, ex calciatore gallese
- 11 maggio - Tony Warner, allenatore di calcio e ex calciatore inglese
- 11 maggio - Zany, disc jockey e produttore discografico olandese
- 12 maggio - Francesco-C, cantautore italiano
- 12 maggio - Ol'ga Mel'nik, ex biatleta russa
- 12 maggio - Alessio Musti, allenatore di calcio a 5 e ex giocatore di calcio a 5 italiano
- 12 maggio - Rune Nordengen, ex calciatore norvegese
- 12 maggio - Alan Pierson, direttore d'orchestra statunitense
- 12 maggio - Robert Vágner, ex calciatore ceco
- 13 maggio - Alen Mrzlečki, ex calciatore croato
- 13 maggio - Amarilis Savón, ex judoka cubana
- 13 maggio - Erik Varden, vescovo cattolico norvegese
- 14 maggio - Pierre-Yves André, ex calciatore francese
- 14 maggio - Espen Daland, ex calciatore norvegese
- 14 maggio - Dominique Green, statunitense († 2004)
- 14 maggio - Carla Jimenez, attrice statunitense
- 14 maggio - Jaroslav Kentoš, allenatore di calcio e ex calciatore slovacco
- 14 maggio - Alessandro Lettieri, giocatore di curling italiano
- 14 maggio - János Madarász, allenatore di calcio a 5 e ex giocatore di calcio a 5 ungherese
- 14 maggio - Daniela Morfino, politica italiana
- 14 maggio - Bill Tchato, ex calciatore camerunese
- 14 maggio - Matteo Tosatto, dirigente sportivo e ex ciclista su strada italiano
- 14 maggio - Thalma de Freitas, attrice, cantante e compositrice brasiliana
- 15 maggio - Khaled Al-Fadhli, ex calciatore kuwaitiano
- 15 maggio - Mario Bonfiglio, allenatore di calcio e ex calciatore italiano
- 15 maggio - Caíco, ex calciatore brasiliano
- 15 maggio - Monica Caprini, dirigente sportivo, ex calciatrice e ex giocatrice di calcio a 5 italiana
- 15 maggio - Giampietro Cutrino, conduttore televisivo italiano
- 15 maggio - A.J. Hinch, allenatore di baseball e ex giocatore di baseball statunitense
- 15 maggio - Vasilīs Kikilias, politico e ex cestista greco
- 15 maggio - Hilário Leal, ex calciatore portoghese
- 15 maggio - Emil Nowakowski, ex calciatore polacco
- 15 maggio - Majja Parnas, politica moldava
- 15 maggio - Kamila Pavláková, ex cestista slovacca
- 15 maggio - Jennifer Rizzotti, ex cestista e allenatrice di pallacanestro statunitense
- 15 maggio - Zhan Xugang, ex sollevatore cinese
- 16 maggio - Marco Bonafaccia, attore italiano
- 16 maggio - Velimir Čarapina, giocatore di calcio a 5 croato
- 16 maggio - Sean Carrigan, attore statunitense
- 16 maggio - J.C. Cinel, cantautore e chitarrista italiano
- 16 maggio - Giorgio Corona, ex calciatore italiano
- 16 maggio - Arley Dinas, ex calciatore colombiano
- 16 maggio - Johanna Fateman, scrittrice, musicista e produttrice discografica statunitense
- 16 maggio - Joaquim Ferraz, ex calciatore portoghese
- 16 maggio - Irina Koržanenko, ex pesista russa
- 16 maggio - Nico Kuypers, ex ciclista su strada belga
- 16 maggio - Alex Macqueen, attore britannico
- 16 maggio - Mike Mogis, polistrumentista, compositore e produttore discografico statunitense
- 16 maggio - Giuliano Pasini, scrittore italiano
- 16 maggio - Laura Pausini, cantautrice e personaggio televisivo italiana
- 16 maggio - Adam Richman, attore e conduttore televisivo statunitense
- 16 maggio - Joel Rodríguez, tuffatore messicano
- 16 maggio - Sonny Sandoval, cantante e rapper statunitense
- 16 maggio - Gō Shiina, arrangiatore e compositore giapponese
- 16 maggio - Nenad Vukanić, pallanuotista serbo
- 16 maggio - Esther De Jong, modella olandese
- 17 maggio - Niccolò Agliardi, cantautore e compositore italiano
- 17 maggio - Hana Cerna, ex nuotatrice ceca
- 17 maggio - Andrea Corr, cantautrice, flautista e compositrice irlandese
- 17 maggio - Fabrice Gobert, regista e sceneggiatore francese
- 17 maggio - Jakub Horak, ex hockeista su ghiaccio svizzero
- 17 maggio - Eddie Lewis, ex calciatore statunitense
- 17 maggio - Vincenzo Palumbo, ex calciatore tedesco
- 17 maggio - Sendhil Ramamurthy, attore statunitense
- 17 maggio - Tamara Rojo, ex ballerina, direttrice artistica e coreografa spagnola
- 17 maggio - Elena Somarè, fotografa e musicista italiana
- 17 maggio - Damiano Tommasi, politico, dirigente sportivo e ex calciatore italiano
- 17 maggio - William Yiampoy, ex mezzofondista keniota
- 18 maggio - Roberto Bernardi, pittore italiano
- 18 maggio - Alexis Brandeker, astronomo svedese
- 18 maggio - Mark Burton, ex calciatore neozelandese
- 18 maggio - Bruno Paixão, arbitro di calcio portoghese
- 18 maggio - Salvador Guardia, allenatore di pallacanestro, dirigente sportivo e ex cestista spagnolo
- 18 maggio - Daniel Hasler, allenatore di calcio e ex calciatore liechtensteinese
- 18 maggio - Valmo Kriisa, ex cestista estone
- 18 maggio - Carolyn Sampson, soprano britannico
- 18 maggio - Roberta Stefanelli, ex calciatrice italiana
- 18 maggio - Daniele Timpano, drammaturgo, attore teatrale e regista teatrale italiano
- 18 maggio - Italo Zanzi, dirigente sportivo e avvocato statunitense
- 19 maggio - Ahmed Benchemsi, giornalista marocchino
- 19 maggio - Matteo Biffoni, politico italiano
- 19 maggio - Fabrizio Coppola, cantautore italiano
- 19 maggio - Geteau Ferdinand, ex calciatore haitiano
- 19 maggio - Annukka Mallat, ex biatleta finlandese
- 19 maggio - Cathy Melain, ex cestista e allenatrice di pallacanestro francese
- 19 maggio - René Müller, allenatore di calcio e ex calciatore tedesco
- 19 maggio - Vjačeslav Vladimirovič Samodurov, ex ballerino e coreografo russo
- 19 maggio - Emma Shapplin, cantante e soprano francese
- 19 maggio - Nawazuddin Siddiqi, attore indiano
- 19 maggio - Zhang Jin, attore cinese
- 20 maggio - Gordana Bogojević, cestista jugoslava († 2009)
- 20 maggio - Francesca Ciocchetti, attrice italiana
- 20 maggio - Alessandro Colucci, politico italiano
- 20 maggio - Aleksa Gajić, fumettista, pittore e regista serbo
- 20 maggio - Ben Goldacre, medico, divulgatore scientifico e blogger britannico
- 20 maggio - Elena Hila, pesista rumena
- 20 maggio - Franco Loja, naturalista, imprenditore e attivista italiano († 2017)
- 20 maggio - Stanislav Markelov, giornalista e avvocato russo († 2009)
- 20 maggio - Federico Stagi, ex hockeista su pista italiano
- 20 maggio - Mikael Stanne, chitarrista e cantante svedese
- 21 maggio - Fairuza Balk, attrice statunitense
- 21 maggio - Riccardo Brun, scrittore, giornalista e sceneggiatore italiano
- 21 maggio - Joseph Cabibbo, wrestler siriano
- 21 maggio - Juliet Cowan, attrice britannica
- 21 maggio - Maria Fernanda Cândido, attrice, conduttrice televisiva e ex modella brasiliana
- 21 maggio - Martin Doktor, canoista ceco
- 21 maggio - Masaru Hashiguchi, ex calciatore giapponese
- 21 maggio - Havoc, rapper e produttore discografico statunitense
- 21 maggio - Vittorio Mero, calciatore italiano († 2002)
- 21 maggio - Claudia Müller, ex calciatrice tedesca
- 21 maggio - Anderson Rodrigues, allenatore di pallavolo e ex pallavolista brasiliano
- 21 maggio - Eduardo Verástegui, attore, modello e cantante messicano
- 22 maggio - Ismaël Ba, ex calciatore senegalese
- 22 maggio - Giovanni Falzone, trombettista italiano
- 22 maggio - Sean Gunn, attore statunitense
- 22 maggio - Arsenij Jacenjuk, politico, economista e avvocato ucraino
- 22 maggio - Peter Kušnirák, astronomo slovacco
- 22 maggio - Garba Lawal, ex calciatore nigeriano
- 22 maggio - Daniel Nannskog, ex calciatore svedese
- 22 maggio - Seda Noorlander, ex tennista olandese
- 22 maggio - Fabio Sacchi, ex ciclista su strada italiano
- 22 maggio - Henrietta Ónodi, ex ginnasta ungherese
- 23 maggio - 4th Disciple, produttore discografico statunitense
- 23 maggio - Duane Clemons, ex giocatore di football americano statunitense
- 23 maggio - Stefano De Angelis, allenatore di calcio e ex calciatore italiano
- 23 maggio - MC Giaime, rapper e writer italiano († 1998)
- 23 maggio - Ben Hindle, bobbista canadese
- 23 maggio - Matt Hindle, bobbista canadese
- 23 maggio - Goran Jagodnik, ex cestista sloveno
- 23 maggio - Jewel, cantautrice, attrice e poetessa statunitense
- 23 maggio - Lino, rapper francese
- 23 maggio - Mónica Naranjo, cantante spagnola
- 23 maggio - Manuela Schwesig, politica tedesca
- 23 maggio - Duane Starks, ex giocatore di football americano statunitense
- 23 maggio - Dominique Tonnerre, ex cestista francese
- 23 maggio - Charlie Yeung, cantante, attrice e regista taiwanese
- 23 maggio - Gisa Zach, attrice tedesca
- 24 maggio - Florence Baverel-Robert, ex biatleta francese
- 24 maggio - Camilla Brinck, cantante svedese
- 24 maggio - Sébastien Foucan, sportivo e attore francese
- 24 maggio - Emily Hamilton, attrice britannica
- 24 maggio - Thorbjørn Harr, attore norvegese
- 24 maggio - Jens Lapidus, avvocato e scrittore svedese
- 24 maggio - Heorhij Leončuk, ex velista ucraino
- 24 maggio - Darina Mifkova, ex pallavolista italiana
- 24 maggio - Dash Mihok, attore e regista statunitense
- 24 maggio - Johan Van Herck, allenatore di tennis e ex tennista belga
- 24 maggio - María Vento-Kabchi, ex tennista venezuelana
- 24 maggio - Darryl Wilson, ex cestista statunitense
- 25 maggio - Vanessa Blue, ex attrice pornografica e regista statunitense
- 25 maggio - Sirio Corona, vigile del fuoco italiano († 2001)
- 25 maggio - Felicia Fox, ex attrice pornografica statunitense
- 25 maggio - Dougie Freedman, allenatore di calcio e ex calciatore scozzese
- 25 maggio - John Freddy García, ex ciclista su strada e pistard colombiano
- 25 maggio - Kevin Hartman, ex calciatore statunitense
- 25 maggio - Frank Klepacki, musicista e compositore statunitense
- 25 maggio - Mikko Lukka, copilota di rally finlandese
- 25 maggio - Sōtīrīs Nikolaidīs, allenatore di pallacanestro e ex cestista greco
- 25 maggio - Oka Nikolov, allenatore di calcio e ex calciatore macedone
- 25 maggio - Okama, fumettista giapponese
- 25 maggio - Petter, rapper svedese
- 25 maggio - Christian Riganò, allenatore  di calcio e ex calciatore italiano
- 25 maggio - Miguel Tejada, ex giocatore di baseball dominicano
- 25 maggio - Madeleine Thien, scrittrice canadese
- 25 maggio - Kyosuke Usuta, fumettista giapponese
- 26 maggio - Kozue Amano, fumettista giapponese
- 26 maggio - Enrico Cocco, allenatore di calcio a 5 e ex giocatore di calcio a 5 italiano
- 26 maggio - Matthew Currie Holmes, attore canadese
- 26 maggio - Antuan Edwards, ex giocatore di football americano statunitense
- 26 maggio - Lars Frölander, ex nuotatore svedese
- 26 maggio - Enrique Osses, arbitro di calcio cileno
- 26 maggio - Vadimas Petrenko, ex calciatore lituano
- 26 maggio - Thomas Røed, ex calciatore norvegese
- 26 maggio - Oleg Saitov, pugile russo
- 27 maggio - Matteo Bordone, giornalista, conduttore radiofonico e conduttore televisivo italiano
- 27 maggio - Paolo Briguglia, attore italiano
- 27 maggio - Mauro Caputo, regista, sceneggiatore e produttore cinematografico italiano
- 27 maggio - Skye Edwards, cantante britannica
- 27 maggio - Chris Haslam, ex cestista e allenatore di pallacanestro britannico
- 27 maggio - Massimo Maietti, semiologo italiano
- 27 maggio - Denise van Outen, attrice, cantante e ballerina britannica
- 27 maggio - Raúl Perojo, schermidore cubano
- 27 maggio - Marjorie Taylor Greene, politica e imprenditrice statunitense
- 27 maggio - Dedric Willoughby, cestista statunitense († 2023)
- 27 maggio - Danny Wuerffel, ex giocatore di football americano statunitense
- 28 maggio - Christian Alvart, regista e sceneggiatore tedesco
- 28 maggio - Pilar Boyero, cantante e conduttrice radiofonica spagnola
- 28 maggio - Hans-Jörg Butt, allenatore di calcio e ex calciatore tedesco
- 28 maggio - Romain Duris, attore francese
- 28 maggio - Sergio Gargelli, allenatore di calcio a 5 italiano
- 28 maggio - Andrea Gritti, ex rugbista a 15 italiano
- 28 maggio - Bjørnar Vestøl, ex ciclista su strada norvegese
- 29 maggio - Steve Cardenas, attore e artista marziale statunitense
- 29 maggio - Naomi Castle, pallanuotista australiana
- 29 maggio - Cristiano Cavina, scrittore italiano
- 29 maggio - Kaori Kawakami, ex cestista giapponese
- 29 maggio - Stephen Larkham, ex rugbista a 15 e allenatore di rugby a 15 australiano
- 29 maggio - Gastón Liendo, ex calciatore argentino
- 29 maggio - Delisa Magwaza, regina swazilandese
- 29 maggio - J. Andrew Martin, ex sciatore alpino statunitense
- 29 maggio - Aaron McGruder, fumettista, sceneggiatore e produttore televisivo statunitense
- 29 maggio - Fernando Pandolfi, ex calciatore argentino
- 29 maggio - Krisztina Tóth, tennistavolista ungherese
- 29 maggio - Sōko Yamaoka, ex snowboarder giapponese
- 29 maggio - Thomas Youngblood, chitarrista statunitense
- 30 maggio - Erol Alkan, disc jockey e produttore discografico britannico
- 30 maggio - Edu Alonso, ex calciatore spagnolo
- 30 maggio - Massimo Bertolini, ex tennista italiano
- 30 maggio - Vigor Bovolenta, pallavolista italiano († 2012)
- 30 maggio - Kōstas Chalkias, dirigente sportivo e ex calciatore greco
- 30 maggio - Big L, rapper statunitense († 1999)
- 30 maggio - Marco Jakobs, bobbista tedesco
- 30 maggio - Kim Dae-eui, ex calciatore sudcoreano
- 30 maggio - Susanne König, schermitrice tedesca
- 30 maggio - Sebowa Namuanza, ex cestista della Repubblica Democratica del Congo
- 30 maggio - Andry Rajoelina, politico malgascio
- 30 maggio - Darnell Robinson, ex cestista statunitense
- 30 maggio - Shin Ha-kyun, attore sudcoreano
- 30 maggio - Nikolaj Spinëv, ex canottiere russo
- 30 maggio - Marco van Velsen, ex cestista olandese
- 30 maggio - Valeria Vidali, doppiatrice e direttrice del doppiaggio italiana
- 30 maggio - Peter Wrolich, ex ciclista su strada austriaco
- 31 maggio - Hiroiki Ariyoshi, comico, attore e conduttore televisivo giapponese
- 31 maggio - Jim Carey, ex hockeista su ghiaccio statunitense
- 31 maggio - Ara Celi, attrice statunitense
- 31 maggio - Julie Claire, attrice statunitense
- 31 maggio - Chris Dawes, ex calciatore giamaicano
- 31 maggio - Kenan Doğulu, cantante turco
- 31 maggio - Zsolt Erdei, ex pugile ungherese
- 31 maggio - Giulio Falcone, ex calciatore italiano
- 31 maggio - Diego Ioverno, ingegnere italiano
- 31 maggio - Aleksandr Kostoglod, canoista russo
- 31 maggio - Anton Leonard, ex rugbista a 15 e allenatore di rugby a 15 sudafricano
- 31 maggio - Eva-Maria Liimets, politica estone
- 31 maggio - Tünde Szabó, ex nuotatrice, politica e avvocato ungherese
- 31 maggio - Jugoslav Vasović, pallanuotista serbo